# Paul Stanley (musikalbum)
Paul Stanley är ett soloalbum, utgivet av KISS-medlemmen Paul Stanley den 18 september 1978. Stanleys skiva är den som innehåller det mest Kiss-liknande materialet. Hans skiva sålde näst bäst av soloskivorna. Stanleys skiva är den enda skivan av KISS soloalbum som enbart innehåller egenskrivet material. Albumet utgavs på LP, kassettband, 8-track cartridge och CD.

## Låtförteckning
Alla låtar är skrivna av Paul Stanley, utom spår 2, 3 och 5, vilka har Mikel Japp som medkompositör.
| 1. | Tonight You Belong to Me       | 4:41 |
| 2. | Move On                        | 3:12 |
| 3. | Ain't Quite Right              | 3:34 |
| 4. | Wouldn't You Like to Know Me   | 3:16 |
| 5. | Take Me Away (Together as One) | 5:26 |

| 6.           | It's Alright                                     | 3:38  |
| 7.           | Hold Me, Touch Me (Think of Me When We're Apart) | 3:40  |
| 8.           | Love in Chains                                   | 3:34  |
| 9.           | Goodbye                                          | 4:09  |
| Total längd: | Total längd:                                     | 35:10 |